# Manuel Wallner
Manuel Wallner (* 25. Oktober 1988 in Klagenfurt) ist ein österreichischer Fußballspieler.

## Karriere

### Verein
Der gebürtige Kärntner begann seine Fußballkarriere im Alter von sieben Jahren beim Klagenfurter AC. Mit neun Jahren wechselte er in die Jugend des FC Kärnten, absolvierte die Fußballnachwuchsakademie des Vereines und schaffte über die Amateurmannschaft in der Regionalliga den Sprung in den Profikader.
Sein Debüt in der Ersten Liga feierte Wallner am 31. August 2007 im Alter von 18 Jahren gegen den SC-ESV Parndorf. Im Sommer 2008 wechselte der Innenverteidiger zum SV Grödig, wo er in der Saison 2008/09 einen Stammplatz in der Ersten Liga innehatte. Am 1. Juli 2009 gab der FK Austria Wien die Verpflichtung von Manuel Wallner bekannt, er unterzeichnete einen Vertrag bis Sommer 2011 plus Option auf ein weiteres Jahr. Sein Debüt in der höchsten österreichischen Spielklasse gab Wallner am 29. August 2010 gegen Wacker Innsbruck, als er durchspielte.
Im Sommer 2012 wechselte er zum SC Wiener Neustadt. 2014 wechselte er zum Regionalligisten SK Austria Klagenfurt, mit dem er 2015 in den Profifußball aufstieg. Nachdem er mit der Austria wieder in die Regionalliga abgestiegen war, beendete er seine Profikarriere und kehrte, um sich auf seinen Beruf als Polizist zu konzentrieren, zu seinem Jugendklub Klagenfurter AC zurück. Mit dem KAC stieg er 2017 in die Landesliga auf. Nach 72 Einsätzen für die Klagenfurter wechselte er zur Saison 2019/20 zum sechstklassigen ATUS Velden.

### Nationalmannschaft
Manuel Wallner lief insgesamt 5-mal für die österreichische U21-Nationalmannschaft auf.